# 石橋義仲
石橋義仲（いしばし よしなか、生没年不詳）は、室町時代中期の武将。左近将監。京都扶持衆。文献では「塩松義仲」とも表記される。父は石橋家博(塩松家博)。陸奥国塩松城（四本松城）主。
幼名は松寿とされるが『岩代町史』では父家博が松寿と名乗ったと記す。
永享12年（1440年）の結城合戦のおり、将軍足利義教が陸奥国や出羽国の国人に出兵命令を出したが、義仲はこれに応じず、譴責を受けた。また、長禄3年（1459年）、堀越公方足利政知が古河公方足利成氏に敗退し、政知を支援していた将軍足利義政から成氏追討の御教書が出されたが、義仲以外誰も応じず、義仲も出兵が遅れたため、再び譴責を蒙った。